# 宇宙からの侵入者
『宇宙からの侵入者』（うちゅうからのしんにゅうしゃ、原題：They Came from Beyond Space ）は、1967年に製作されたSF映画である。

## 概要
『エレファント・マン』や『デューン/砂の惑星』などの撮影監督で、1989年の『グローリー』でアカデミー撮影賞を受賞したフレディ・フランシスが監督の本作。撮影監督以外でもイギリス本国で『テラー博士の恐怖』や『フランケンシュタインの怒り』などのホラー映画も監督しており、本作は宇宙からの侵略者がやって来るというSF映画である。ジョゼフ・ミランドが原作の『The Gods Hate Kansas』を元に描かれており、脚本は『残酷の沼』や『地球侵略戦争2150』などで知られるミルトン・サボツキーが担当し、『ニューヨークの怪人』のロバート・ハットンやマイケル・ガフらが出演した。

## あらすじ
とあるイギリスの田舎町にある牧場に9つの隕石が飛来。その翌日、科学者で地球外生物の研究をする科学者カーティス・テンプル博士（ロバート・ハットン）のもとに、イギリスの宇宙調査省のリチャード・アーデン（バーナード・カイ）がやって来る。アーデンは、その調査をテンプル博士に依頼するのだが、ただの隕石飛来でなぜ調査が必要なのかをアーデンに問うと、アーデンはその9つの隕石が綺麗な「V」の字を形作ったまま飛来してきたと説明。しかしテンプル博士にはそのすぐ前に起った自動車事故が原因で医師から絶対安静を指示されていたことで、現地には助手で恋人のリー（ジェニファー・ジェイン）を行かせることにする。
早速リーを含む地質学者など科学者たちによる調査団が組まれ、飛来現場に派遣された。ところが、サンプルを採取しようと落ちていた隕石に近づいたリーたちは、隕石から発せられた光を浴びたことで体を乗っ取られてしまう。それ以降もどんどんと隕石の力により体を乗っ取られてしまうその町の住人達。体を操られた彼らはその飛来現場の牧場に厳重な柵を張り巡らせて立ち入り禁止とし、要塞さながらの一帯を築き上げた。そんな中、事故の手術で頭に銀板を入れていたテンプル博士だけは隕石の憑依から免れ、その隕石の目的を探るべく科学者の同僚ファージ（ジア・モヒーディン）らと共にリーの救出と要塞への侵入を試みる。

## キャスト・スタッフ

### キャスト[2]
- カーティス・テンプル博士 - ロバート・ハットン(声:木村幌)
- リー・メイソン - ジェニファー・ジェイン　(声:北浜晴子)
- リチャード・アーデン - バーナード・カイ　(声:納谷悟朗)
- ファージ - ジア・モヒーディン　(声:広川太一郎)
- 月の王 - マイケル・ガフ
- アラン - ジェフリー・ワレス
- ナレーション　- (声:篠田節夫)

### スタッフ
- 原作：ジョゼフ・ミランド 『The Gods Hate Kansas』より
- 監督：フレディ・フランシス
- 脚本：ミルトン・サボツキー
- 音楽：ジェームズ・スティーヴンス
- 撮影：ノーマン・ワーウィック